# Acanthosis nigricans

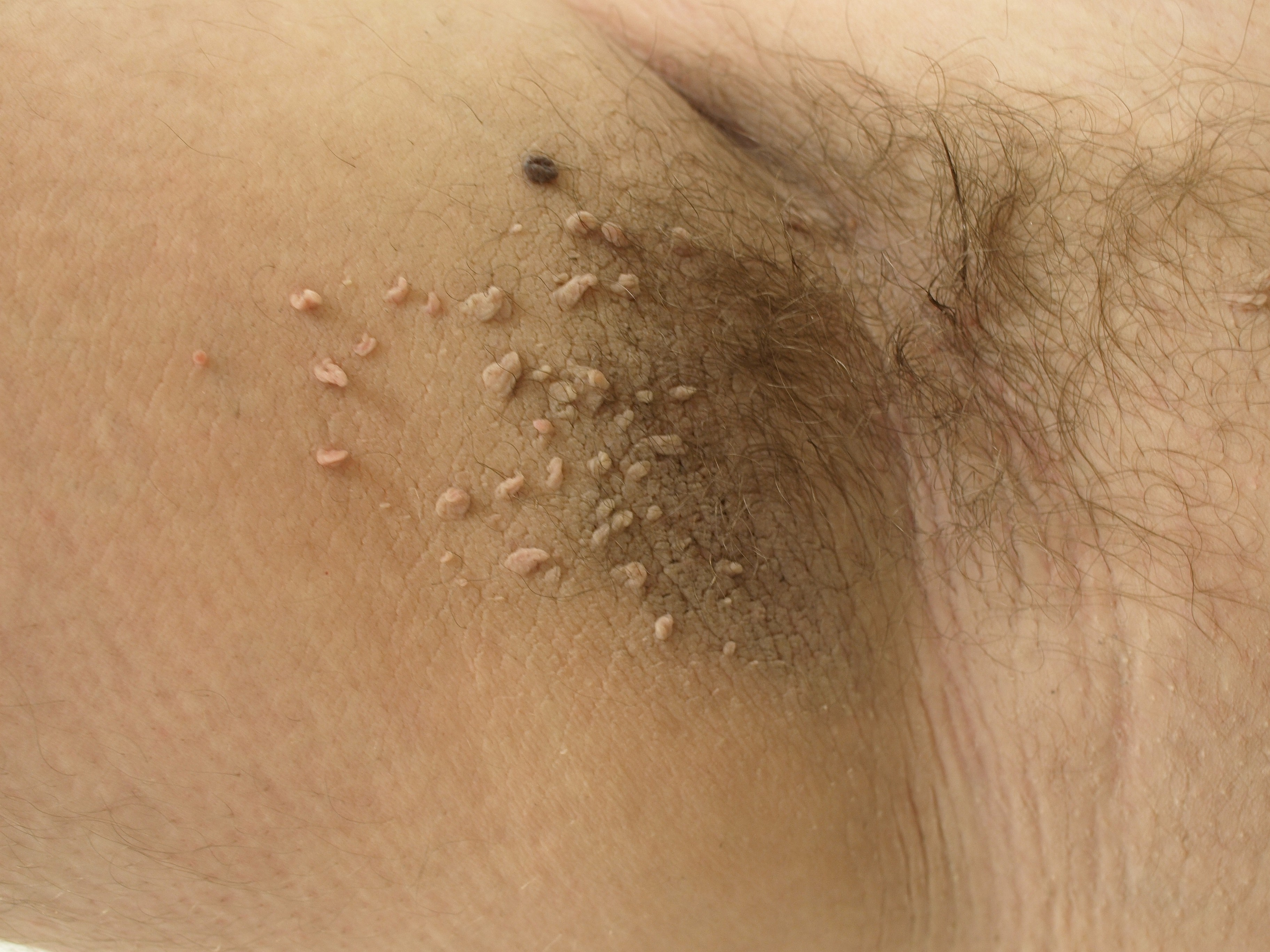
Acanthosis nigricans in der rechten Achselhöhle, zusätzlich pendulierende Fibrome

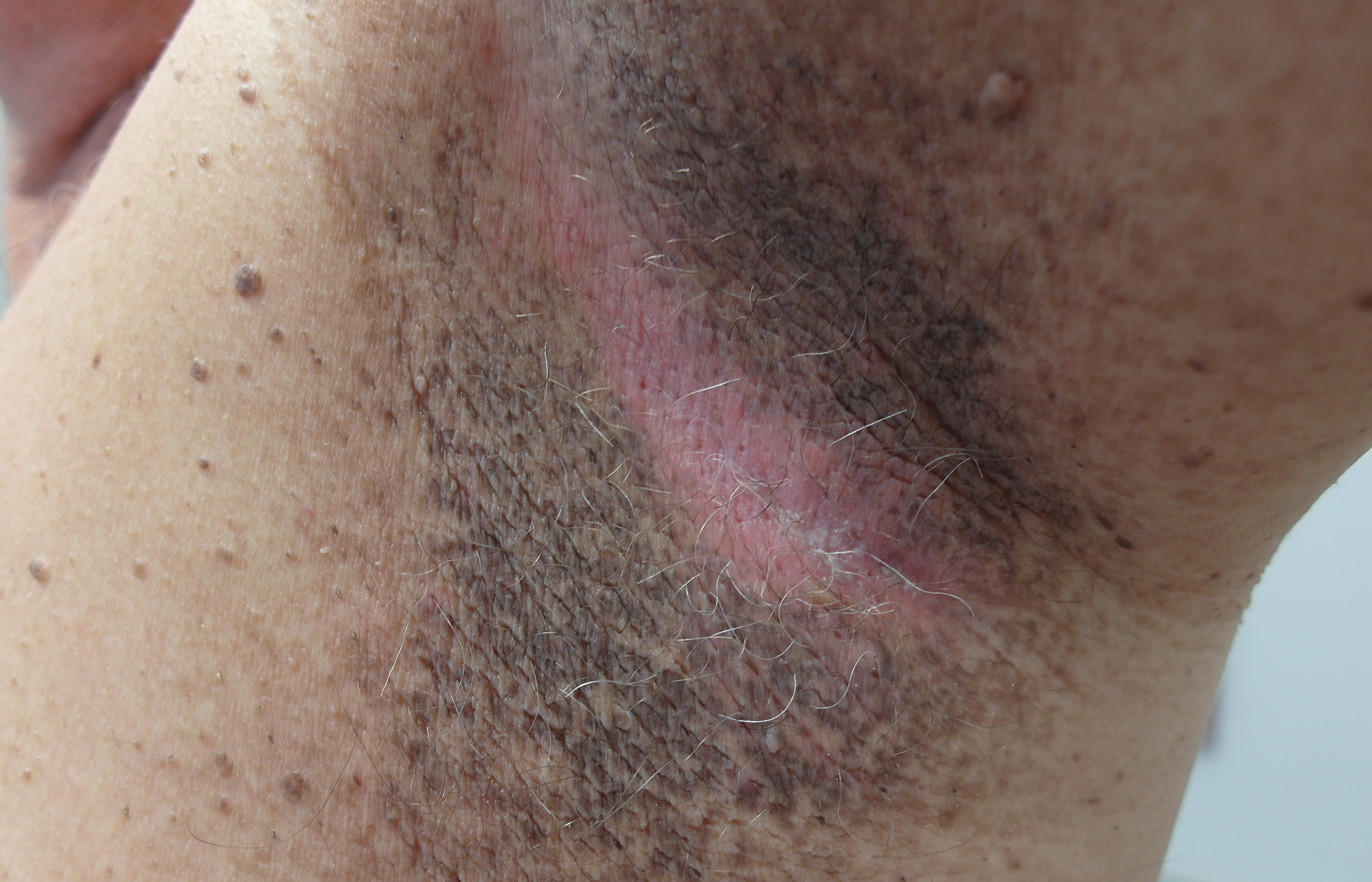
Acanthosis nigricans, axillär

Unter Acanthosis nigricans (auch Akanthosis nigricans) wird eine Gruppe klinisch ähnlicher Hauterkrankungen unterschiedlicher Ätiologie zusammengefasst, die durch eine Akanthose mit meistens symmetrischen schmutzig braunen bis grauen Hautveränderungen vorwiegend in den Achselhöhlen, Gelenkbeugen, im Nacken oder der Leistenregion charakterisiert ist. Pathogenetisch spielt oft eine erhöhte Insulinkonzentration eine wichtige Rolle, so dass die Erkrankung  bei Patienten mit Insulinom, Diabetes mellitus Typ 2 und Adipositas häufiger vorkommt. Die Pseudoacanthosis nigricans betrifft vor allem stärker pigmentierte Übergewichtige und erscheint diffus. Ursachen sind unbekannt.
Bei Tieren kommt die Acanthosis nigricans als Primärerkrankung nahezu ausschließlich bei Dackeln vor. Sekundär tritt sie bei Hunden bei Intertrigo, Malassezien-Dermatitis, endokrinen Erkrankungen (Schilddrüsenunterfunktion, Hyperadrenokortizismus, Störungen der Sexualhormone) und allergischen Erkrankungen (Atopische Dermatitis) auf.

## Formen

### Gutartige Formen
Akanthose tritt als dominant vererbbare Acanthosis nigricans benigna (auch Pseudoacanthosis nigricans) meistens in der Kindheit auf und bessert sich oft nach der Pubertät.

### Bösartige Formen
Als Acanthosis nigricans maligna treten bösartige Akanthoseformen nahezu immer als paraneoplastisches Syndrom auf, meistens in Zusammenhang mit Adenokarzinomen des Magens, mit dann meistens starker Pigmentierung auch an Armen und Beinen.

## Diagnose
Zur Differenzierung zwischen benigner und maligner Akanthose sollte nach einem Primärtumor gesucht werden. Weiterführend ist hier die laborchemische Bestimmung von CEA und Alpha-1-Fetoprotein. An invasiven Untersuchungen können eine endoskopische Untersuchung des Magen-Darm-Traktes, eine Laparatomie sowie eine Bronchoskopie in Frage kommen.

## Therapie
Meistens genügt es, die zugrundeliegende Krankheit zu behandeln. Alternativ können Retinoide gegeben werden.

## Bei Syndromen
Bei einigen Syndromen kann eine Acanthosis nigricans ein wesentliches Merkmal sein:
- Acanthosis nigricans-Insulinresistenz-Muskelkrämpfe Akrenvergrößerung-Syndrom[4]
- Beare-Stevenson-Cutis-gyrata-Syndrom (Synonym: Cutis gyrata-Acanthosis nigricans-Kraniosynostose-Syndrom)
- Crouzon-Syndrom – Acanthosis nigricans[5]
- Lelis-Syndrom[6]
- Leukonychia totalis – Acanthosis-nigricans-artige Läsionen – Haarveränderungen[7]
- SADDAN-Dysplasie, (Synonym: Achondroplasie, schwere – Entwicklungsverzögerung – Acanthosis nigricans)[8]

## Einzelbelege
1. ↑  V. P. Jyotsna, N. Raizada, S. Chakraborty, S. Pal: Acanthosis nigricans in insulinoma. In: Indian journal of endocrinology and metabolism. Band 18, Nummer 5, September 2014, S. 739, doi:10.4103/2230-8210.139223, PMID 25285297, PMC 4171903 (freier Volltext).
2. ↑  Vinay Kumar, Abul K. Abbas, Jon C. Aster: Robbins & Cotran Pathologic Basis of Disease. Elsevier Health Sciences, 10. Auflage 2020, ISBN 9780323609937, S. 1143.
3. ↑  William H. Miller, Craig E. Griffin, Karen L. Campbell: Muller and Kirk's Small Animal Dermatology. Elsevier Health Sciences, 7. Auflage 2012, ISBN 9781416000280, S. 600.
4. ↑  Eintrag zu Acanthosis nigricans-Insulinresistenz-Muskelkrämpfe Akrenvergrößerung-Syndrom. In: Orphanet (Datenbank für seltene Krankheiten)
5. ↑  Eintrag zu Crouzon-Syndrom-Acanthosis nigricans-Syndrom. In: Orphanet (Datenbank für seltene Krankheiten)
6. ↑  Eintrag zu Lelis-Syndrom. In: Orphanet (Datenbank für seltene Krankheiten)
7. ↑  Eintrag zu Leukonychia totalis - Acanthosis-nigricans-artige Läsionen - Haarveränderungen. In: Orphanet (Datenbank für seltene Krankheiten)
8. ↑  Eintrag zu Schwere Achondroplasie-Entwicklungsverzögerung-Acanthosis nigricans-Syndrom. In: Orphanet (Datenbank für seltene Krankheiten)